# Wataru
Wataru (jap. わたる, ワタル, 渉) – imię japońskie noszone głównie przez mężczyzn, rzadko noszone przez kobiety.

## Możliwa pisownia
Wataru można zapisać, używając wielu różnych znaków kanji i może znaczyć m.in.:
- 亘, „okres/prośba”
- 弥, „rozległy/pełny”
- 航
- 渡
- 渉

## Znane osoby
- Wataru Hatano (渉), japoński seiyū
- Wataru Hokoyama (亘), japoński kompozytor
- Wataru Itō (渉), japoński polityk
- Wataru Kozuki (わたる), japońska aktorka
- Wataru Miyawaki (渉), wokalista japońskiego zespołu 12012
- Wataru Takagi (渉), japoński seiyū
- Wataru Takeishi (渉), japoński reżyser teledysków
- Wataru Takeshita (亘), japoński polityk
- Wataru Yamada, gitarzysta japońskiego zespołu Ritual Carnage
- Wataru Yamazaki (渡), japoński piłkarz
- Wataru Yoshizumi (渉), japońska mangaka
- Wataru Endō (遠藤 航), japoński piłkarz angielskiego klubu Liverpool F.C.

## Fikcyjne postacie
- Wataru Asahina (弥), bohater serii Brothers Confilct
- Wataru Asami (渡), bohater serialu tokusatsu Mirai Sentai Timeranger
- Wataru Harue (渉), bohater mangi i anime Princess Princess
- Wataru Ikusabe (ワタル), główny bohater anime Mashin Hero Wataru
- Wataru Kurenai (渡), bohater serialu tokusatsu Kamen Rider Kiva
- Wataru Takagi (渉), bohater serii Detektyw Conan